# Chlodomer

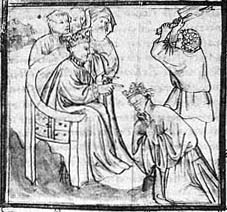
Chlodomer

Chlodomer, scris și Clodomir sau Clodomer (născut c. 495) a fost al doilea din cei patru fii ai lui Clovis I, rege al francilor. La moartea tatălui său, în 511, el și-a împărțit regatul acestuia împreună cu cei trei frați ai săi: Theuderic I, Childebert I, și Clotaire I. Deși Theuderic, cel mai mare, a primit partea cea mai bună, Chlodomer a împărțit jumătate din regat cu ceilalți frați ai săi. Aceasta a fost Regatul de Orléans, după fostul regat al lui Syagrius. Acest regat includea importantele episcopii din Tours, Poitiers și Orléans.

## Biografie
Chlodomer s-a căsătorit cu Guntheuca, cu care a avut trei fii: Theodebald, Gunthar, și Clodoald (cunoscut mai tărziu ca Sfântul Cloud). 
În 523-524, poate la insistențele mamei sale Clotilda, care dorea răzbunarea nepotului ei, asasinat de Sigismund al Burgundiei, Chlodomer împreună cu frații săi au organizat o expediție împotriva burgunzilor. După capturarea lui Sigismund, Chlodomer s-a întors la Orléans. Totuși, fratele lui Sigismund, Gondomar s-a întors triumfător în Burgundia în fruntea trupelor trimise de aliatul său, regele ostrogoților, Theodoric cel Mare. Acolo, a masacrat garnizoana lăsată în urmă de franci.
Deși victorios, Chlodomer l-a asasinat pe Sigismund li pe fii acestuia, Gisald și Gondebaud la 1 mai, 524. Apoi, a condus o a doua expediție împotriva burgunzilor.
A fost ucis în această expediție, în primăvara sau vara aceluiași an, la Bătălia de la Vézeronce. Cei trei fii au fost lăsați în grija mamei sale, până la căsătoria văduvei sale cu Clotaire I. Clotaire, i-a asasinat totuși pe copiii lui Chlodomer, deși Clodoald a reușit să se salveze.